# 大卫·哈维
大卫·哈维（英語：David Harvey，1935年10月31日—）是一位生于英格兰的马克思主义经济地理学家、播客，以及纽约城市大学研究生中心（CUNY）的人类学和地理学特聘教授，国际前沿社会理论家。他于1961年在剑桥大学获得地理学的博士学位。他是城市权理论的提倡者之一。他的成果拓宽了社会学和政治学的讨论，在资本主义全球化批判中重构了社会阶级和马克思主义方法，并将其作为完整的方法论。他是城市权思想的主要提倡者之一。
大卫·哈维著有大量专著和论文，推动了现代地理学的学科化发展。此外，他是世界上被引用次數最多的地理学者，2007年，哈维入选汤森路透科学信息研究所数据库人文社会科学领域长期被引用最多的知识分子，排名第18位。

## 早年经历和教育
大卫·哈维于1935年生于英国肯特郡吉林漢姆。他曾就读于吉林汉男子文法学校（Gillingham Grammar School for Boys）和剑桥大学圣约翰学院（本科和研究生阶段）。哈维的早期研究，从博士学位（关于19世纪肯特郡啤酒花的生产）开始，本质上是历史性的，源于当时剑桥乃至英国广泛应用的区域-历史研究传统。历史探究的线索贯穿他的后期作品中（例如《巴黎》）。
哈维住在纽约，育有一女：德尔菲娜（Delfina），生于1990年1月。

## 职业生涯

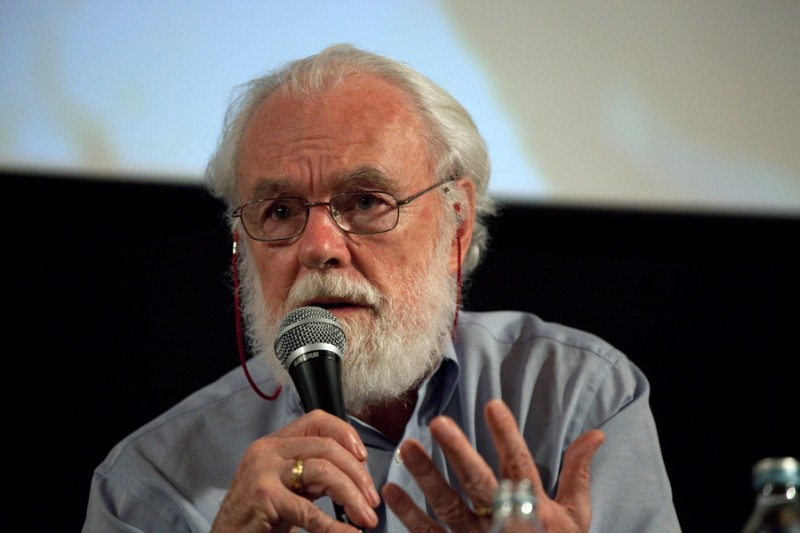
“颠覆节”的哈维

到20世纪60年代中期，哈维追随社会科学计量化以及地理学计量革命的趋势，在地理研究中运用量化方法，对空间科学和实证主义理论做出了贡献。当他还在剑桥的时候，这项工作的根源就显而易见了：理查德·乔利和彼得·哈格特也在剑桥地理系。他的《地理学中的解释》（1969）一书将科学哲学的原理应用于地理知识领域，是地理学方法论和哲学的里程碑著作。但是此后，哈维的研究范式再次转向，主要关注社会不平等等问题和资本主义制度本身的性质。

## 地位
大卫·哈维是公认的城市地理学奠基学者之一。他的著作得到了广泛的翻译。他获得过罗斯基勒（丹麦）、布宜诺斯艾利斯（阿根廷）、乌普萨拉大学社会科学院（瑞典）、俄亥俄州立大学（美国）、隆德大学（瑞典）、共和国大学（乌拉圭）和肯特大学（英国）的荣誉博士学位。此外，他还获得过瑞典人类学与地理学会的Anders Retzius金奖章、英國皇家地理學會赞助者奖章，以及地理学的最高荣誉瓦特林·路德国际地理学奖（法国）。他于1998年成为英國國家學術院院士，2007年获选为美国文理科学院院士。他是新兴的国际参与社会组织（International Organization for a Participatory Society）筹备临时委员会的成员之一。

## 學經歷
- 1957：剑桥大学圣约翰学院，文学士
- 1961：剑桥大学圣约翰学院，博士
- 1960–1961：瑞典乌普萨拉大学，博士后
- 1961–1969：英国布里斯托尔大学，讲师
- 1969–1973：约翰斯·霍普金斯大学地理与环境工程系，副教授
- 1973–1987、1993–2001：约翰斯·霍普金斯大学地理与环境工程系，教授
- 1987–1993：牛津大学Halford Mackinder地理学教授
- 2001–今：纽约市立大学人类学系，特聘教授

## 主要著作
- Explanation in Geography (1969)
高泳源、刘立华、蔡运龙 译：《地理学中的解释（日语：地理学における説明）》（北京：商务印书馆，1996）
- Social Justice and the City (1973)
叶超 张林 张顺生 译：《社会正义与城市》（北京：商务印书馆，2022）
- The Limits to Capital (1982)
张寅 译：《资本的限度》（北京：信出版社，2017）
- The Urbanization of Capital (1985)
董慧 译：《资本的城市化》（苏州大学出版社，2017）
- Consciousness and the Urban Experience (1985)
- The Condition of Postmodernity: An Enquiry into the Origins of Cultural Change (1989)
阎嘉 译：《后现代的状况：对文化变迁之缘起的探究》（北京：商务印书馆，2003）
阎嘉 译：《后现代的状况：对文化变迁之缘起的探究》（北京：商务印书馆，2013）
- The Urban Experience (1989)
- Teresa Hayter, David Harvey (eds.) (1994) The Factory and the City: The Story of the Cowley Automobile Workers in Oxford. Thomson Learning
- Justice, Nature and the Geography of Difference (1996)
胡大平译：《正义、自然和差异地理学》（上海：上海人民出版社，2011）
胡大平译：《正义、自然和差异地理学》（上海：上海人民出版社，2015）
- Megacities Lecture 4: Possible Urban Worlds, Twynstra Gudde Management Consultants, Amersfoort, The Netherlands, (2000)
- Spaces of Hope (2000)
胡大平 译：《希望的空间》（南京：南京大学出版社，2006）
- Spaces of Capital: Towards a Critical Geography (2001)
王志弘、王玥民 譯：《資本的空間：批判地理學芻論》（臺北：群學出版社，2010）
- The New Imperialism (2003)
王志弘、王玥民、徐苔玲 譯：《新帝國主義》（臺北：群學出版社，2008）
初立忠、沈晓雷 译：《新帝国主义》（北京：社会科学文献出版社，2009）
- Paris, Capital of Modernity (2003)
黃煜文 譯：《巴黎，現代性之都》（臺北：群學出版社，2007）
黄煜文 译：《巴黎城记：现代性之都的诞生》（广西师范大学出版社，2009）
- A Brief History of Neoliberalism （页面存档备份，存于） (2005)
王钦 译：《新自由主义简史》（上海：上海译文出版社，2010）
- Spaces of Global Capitalism: Towards a Theory of Uneven Geographical Development (2006)
王志弘 譯：《新自由主義化的空間：邁向不均地理發展理論》（臺北：群學出版社，2008）
- The Limits to Capital New Edition (2006)
- The Communist Manifesto- New Introduction Pluto Press (2008)
- Cosmopolitanism and the Geographies of Freedom (2009)
王志弘、徐苔玲譯：《寰宇主義與自由地理》（臺北：群學出版社，2014）
- Social Justice and the City: Revised Edition (2009)
- A Companion to Marx's Capital (2010)
刘英 译：《跟大卫·哈维读〈资本论〉》（上海：上海译文出版社，2014）
胡訢諄 譯：《跟著大衛．哈維讀〈資本論〉》（臺北：漫遊者文化，2019）
- The Enigma of Capital and the Crises of Capitalism (2010 Profile Books)
陈静 译：《资本之谜：人人需要知道的资本主义的真相》（北京：电子工业出版社，2011）
- Rebel Cities: From the Right to the City to the Urban Revolution (2012)
《叛逆的城市：从拥有城市权利到城市革命》（北京：商务印书馆，2014）
- A Companion to Marx's Capital, Volume 2 (2013)
谢富胜、李连波 等 译：《跟大卫·哈维读〈资本论〉（第2卷）》（上海：上海译文出版社，2016）
- Seventeen Contradictions and the End of Capitalism (2014)
李隆生、許瑞宋 譯：《資本主義的十七個矛盾》（台北：聯經出版社，2014）
許瑞宋 譯：《資本社會的17個矛盾（全新修訂譯本）》（台北：聯經出版社，2016）
许瑞宋 译：《资本社会的17个矛盾》（北京：中信出版社，2016）
- The Ways of the World (2016)
周大昕 译：《世界的逻辑》（北京：中信出版社，2016）
- Marx, Capital and the Madness of Economic Reason (2017)
毛翊宇 譯：《資本思維的瘋狂矛盾：大衛哈維新解馬克思與〈資本論〉 》（台北：聯經出版社，2018）
周大昕 译：《马克思与〈资本论〉》（北京：中信出版社，2018）
- The Anti-Capitalist Chronicles (2020；ISBN 978-0-7453-4209-2)
許瑞宋 譯：《反資本主義編年紀事》（時報出版，2022；ISBN 978-957-13-9891-4）
陈诺 译：《反资本世界简史》（广东人民出版社，2023；ISBN 978-7-218-16121-1）
- A Companion to Marx's Grundrisse (2023)